# Улица Наталии Ужвий (Киев)
Улица Наталии Ужвий — одна из улиц Киева, в Подольском районе города, в жилом массиве Мостицкий. Пролегает от улиц Мостицкой и Новомостицкой до проспекта Правды.

## История
Улица возникла в середине 80-х годов XX века под названием Парковый проспект (начало жилой застройки улицы — не позднее 1984 года). 4 декабря 1986 года, через несколько месяцев после смерти украинской актрисы театра и кино Наталии Ужвий, было принято решение переименовать данную улицу в её честь.

## Здания и сооружения
- № 1 — «Укртелеком»;
- № 4-б — школа-детский сад «Подоляночка».